# شارل حلو
{{صندوق معلومات شخص
| الصورة = Official portrait of Charles Helou.png
شارل حلو (25 سبتمبر 1913 - 7 يناير 2001)، رئيس الجمهورية اللبنانية بين 23 سبتمبر 1964 و22 سبتمبر 1970.

## حياته العلمية والعملية
- حاصل على إجازة في الحقوق من جامعة القديس يوسف سنة 1934 وعمل بعدها في المحاماة حيث تدرج في مكتب بيترو طراد[1]، كما عمل في الصحافة في جريدة ليكلار دي جور ولوجور ومجلة لنفورماسيون.
- ساهم سنة 1936 في تأسيس حركة الكتائب، لكنه انسحب منها بعد فترة قصيرة.
- عُيِّن بين عامي 1946 و1949 سفيراً لدى الفاتيكان.
- انتخب نائباً عن بيروت في دورة سنة 1951.
- شارك في عدة حكومات وحمل عدة حقائب وزارية:
  - في 6 أكتوبر 1949 عُيّن وزيراً للعدلية وذلك في حكومة الرئيس رياض الصلح في عهد الرئيس بشارة الخوري، وظلّ بالمنصب حتى 15 ديسمبر 1949.
  - في 7 يونيو 1951 عُيّن وزيراً للخارجية في حكومة الرئيس عبد الله اليافي في عهد الرئيس بشارة الخوري وذلك حتى 11 فبراير 1952.
  - في 16 سبتمبر 1954 عُيِّن وزيراً للصحة العامة ووزيراً للعدل في حكومة الرئيس سامي الصلح في عهد الرئيس كميل شمعون، واستمر بالمنصب حتى 29 مايو 1955.
  - في 24 سبتمبر 1958 عُيّن وزيراً للاقتصاد الوطني ووزيراً للأنباء في حكومة الرئيس رشيد كرامي في عهد الرئيس فؤاد شهاب، وظل بالمنصب حتى 14 أكتوبر 1958.
  - في 20 فبراير 1964 عُيّن وزيراً للتربية الوطنية والفنون الجميلة وذلك في حكومة الرئيس حسين العويني في عهد الرئيس فؤاد شهاب وذلك حتى 18 أغسطس 1964 عندما انتخب رئيساً للجمهورية.
  - في 16 يوليو 1979 عُيّن وزير دولة وذلك في حكومة الرئيس سليم الحص في عهد الرئيس إلياس سركيس، وظلّ بالمنصب حتى 4 أغسطس 1979.
- في 18 أغسطس 1964 انتخب رئيساً للجمهورية خلفاً لفؤاد شهاب وذلك بحصوله على 92 صوت مقابل خمسة أصوات لمنافسة بيار الجميّل إضافة لورقتين بيضاء، وقد شهد عهده عدة أحداث رئيسية في تاريخ لبنان، مثل حرب 1967 وبداية الاصطدام بين الجيش اللبناني والفصائل الفلسطينية والتي أدت إلى توقيع إتفاق القاهرة بعام 1969. كما عرف عهده هزة اقتصادية بعد إفلاس بنك إنترا سنة 1966.

## حياته الأسرية
تزوج من نينا طراد، وظل مرتبطا بها إلى وفاتها في سنة 1989.

## روابط خارجية
- شارل حلو على موقع الموسوعة البريطانية (الإنجليزية)
- شارل حلو على موقع مونزينجر (الألمانية)